# Szíám Ben Júszef
Szíám Ben Júszef (arabul: صيام بن يوسف; Marseille, 1989. március 31. –) francia születésű tunéziai válogatott, aki jelenleg az SM Caen játékosa.

## Sikerei, díjai
- Espérance de Tunis
  - CAF-bajnokok ligája: 2011
  - Tunéziai bajnokság: 2010, 2011
  - Tunéziai kupa: 2011
- Astra Giurgiu
  - Román kupa: 2013-14

## Külső hivatkozások
- Syam Ben Youssef Soccerway
- Syam Ben Youssef National-football-teams
- Syam Ben Youssef Transfermarkt